# Kristina Nordt

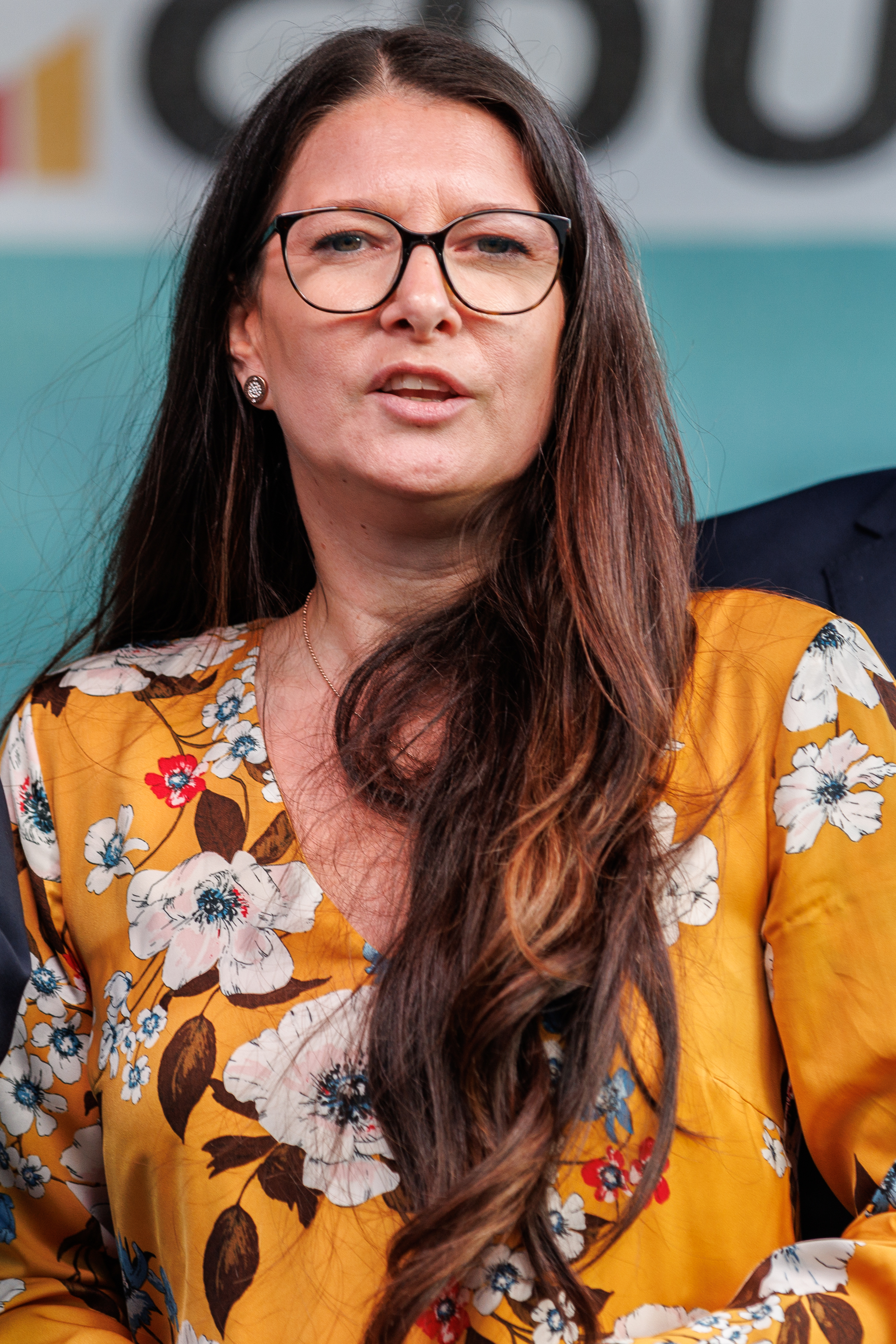
2024 bei einer Wahlkampfveranstaltung

Kristina Nordt (* 17. Februar 1982 in Kaiserslautern als Kristina Scherer) ist eine deutsche Politikerin (CDU) und war von März bis Oktober 2021 Abgeordnete im Deutschen Bundestag.

## Leben und Beruf
Nach dem Abitur 2000 an der Edith-Stein-Schule in Erfurt absolvierte Nordt bis 2003 ein Bachelorstudium mit der Hauptstudienrichtung Staatswissenschaften-Sozialwissenschaften und der Nebenstudienrichtung Staatswissenschaften-Rechtswissenschaft an der damals neugegründeten Staatswissenschaftlichen Fakultät der Universität Erfurt. Das anschließende Magisterstudium der Staatswissenschaften-Sozialwissenschaften in Erfurt schloss sie 2005 mit dem Magister Artium ab. Während des Studiums arbeitete sie als Wissenschaftliche Hilfskraft am Lehrstuhl für Bildungssoziologie der Universität Erfurt.
Nordt war von 2005 bis 2007 Referentin im Thüringer Ministerium für Soziales, Familie und Gesundheit. Im Anschluss war sie von 2008 bis 2020 Referentin bei der CDU-Fraktion im Thüringer Landtag in den Bereichen Bildung, Jugend und Sport sowie Gleichstellung tätig. Seit 2021 ist Nordt beim Kolping-Bildungswerk Thüringen beschäftigt.
Kristina Nordt ist römisch-katholisch, verheiratet, ist Mutter eines Kindes und hat ihren Wohnsitz in Erfurt. Ihr Vater ist der frühere Jurist und Thüringer Landespolitiker Manfred Scherer.

## Politik

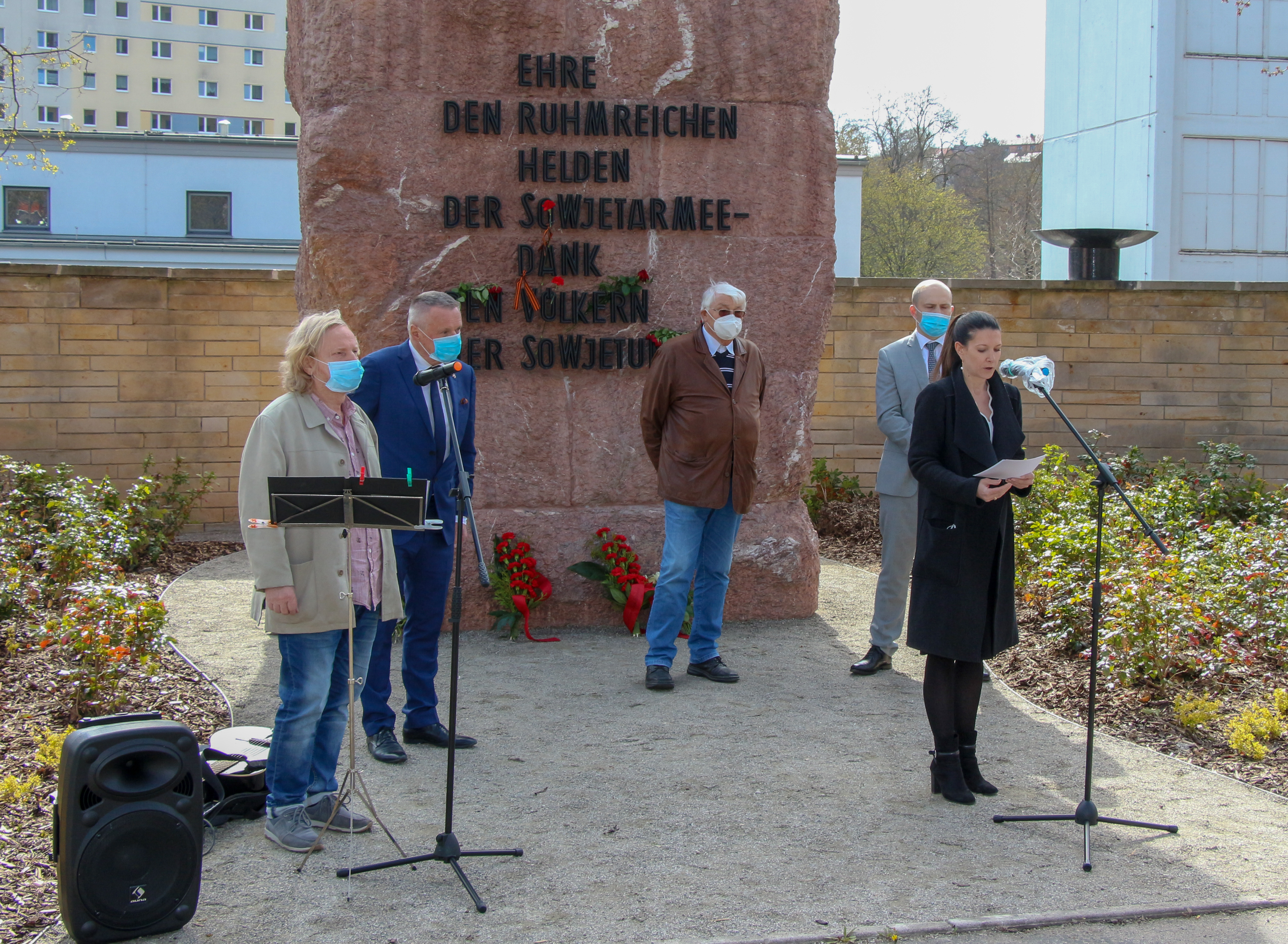
Kristina Nordt am 8. Mai 2021 beim Sowjetischen Ehrenmal in Suhl im Rahmen des Gedenkens an den Tag der Befreiung

### Partei
Nordt trat 2008 der Jungen Union und der CDU bei. Sie war Beisitzerin in JU-Landesvorstand und stellvertretende Kreisvorsitzende der JU in Erfurt. Von 2010 bis 2016 gehörte sie dem Bundesvorstand der JU an. Dort war sie u. a. hochschulpolitische Sprecherin des Jugendverbandes.
Nordt ist stellvertretende Vorsitzende eines CDU-Ortsverbands in Erfurt, seit 2011 Mitglied im Kreisvorstand der CDU Erfurt und seit 2020 im Kreisvorstand der Frauen Union Erfurt.

### Abgeordnete
Bei der Bundestagswahl 2017 kandidierte Nordt auf Platz 6 der CDU-Landesliste Thüringen zum Deutschen Bundestag. Sie war Nachrückerin von Mark Hauptmann, der im März 2021 wegen unredlicher Geschäfte im Zusammenhang mit Schutzmasken während der COVID-19-Pandemie in Deutschland zurücktrat. Sie war Mitglied im Ausschuss für Wirtschaft und Energie und stellvertretendes Mitglied im Ausschuss für Gesundheit und im Auswärtigen Ausschuss. Bei der Bundestagswahl 2021 kandidierte Nordt auf Listenplatz 6 der CDU-Landesliste in Thüringen und verpasste den Wiedereinzug in den Bundestag.

### Kommunale Ämter
Als sachkundige Bürgerin gehörte Nordt von 2009 bis 2014 dem Ausschuss für Soziales, Arbeitsmarkt und Gleichstellung der Stadt Erfurt an.